# بيتر سوريانو
بيتر سوريانو (بالإنجليزية: Peter Soriano)‏ هو فنان أمريكي، ولد في 23 سبتمبر 1959.